# Alessandro Bicchierai
Alessandro Bicchierai est un médecin italien né le 11 septembre 1734 à Lastra a Signa et mort à Florence le 13 mars 1797. Il est connu pour son traité sur les bains (it) de Montecatini Terme. 

## Biographie
Alessandro Bicchierai naît le 11 septembre 1734 à Lastra a Signa dans le Grand-duché de Toscane gouverné pour trois ans encore par Jean-Gaston de Médicis. Placé tout d'abord sous la férule de son oncle, docteur en théologie, il étudie la philosophie, la physique et les mathématiques à l'université de Pise. Il occupe, à partir de 1773, la chaire de médecine clinique de l'hôpital Santa Maria Nuova de Florence. Il est le médecin personnel du Grand-duc de Toscane Pierre-Léopold et de George Clavering-Cowper. Parmi ses innombrables centres d'intérêt, il se consacre notamment à des recherches sur l'anatomie, sur les sciences naturelles et sur la météorologie. Bicchierai était membre de nombreuses sociétés scientifiques parmi lesquelles l'Accademia dei Georgofili, la Società botanica fiorentina ou le Collegio medico fiorentino. Ses pratiques et ses écrits témoignent de sa profonde connaissance du monde scientifique anglo-saxon et de ses contacts avec des savants comme Richard  Kirwan ou Jean Hyacinthe de Magellan (en). Il meurt le 13 mars 1797 à Florence. Il est inhumé au cimetière de San Martino a Gangalandi (it). Un boulevard de Montecatini Terme porte son nom.

## Publications

### Dei bagni di Montecatini
En 1788, Alessandro Bicchierai publie un important ouvrage consacré aux bains (it) de Montecatini Terme et dédié au Grand-duc de Toscane Pierre-Léopold. Il dépasse dans son traité la tradition purement descriptive en faveur de nouvelles méthodes d'analyse liées à l'expérimentation moderne, fournissant un modèle pour les travaux de Giorgio Santi (it) sur Le acque dei bagni pisani (1789) et de Domenico Moscheni à propos De' bagni di Lucca (1792). En regard des considérations sur l'analyse des eaux, il indique toute une série de pathologies susceptibles de tirer un bénéfice de ces sources,.

### Raccolta dei disegni
Un an auparavant, il avait publié la Raccolta dei disegni delle fabbriche regie de' bagni di Montecatini nella Valdinievole, un ouvrage iconographique de grand format destiné à illustrer son traité et dans lequel il présente, en une quinzaine de planches dessinées et gravées par des artistes renommés tels qu'Antonio Terreni ou Cosimo Zocchi, la reproduction des édifices et des systèmes hydrauliques des thermes léopoldins,.  

### Effemeridi meteorologiche
Durant 22 ans, de 1775 à 1797, il compile dans les Effemeridi meteorologiche l'annotation de ses observations régulières, réalisées avec des instruments de mesure de fabrication anglaise. Cette masse imposante d'observations est en grande partie dispersée ou perdue. Les journaux relatifs aux observations des années 1775 et 1795 sont conservés sous forme manuscrite dans les archives de l'Accademia dei Georgofili ; ceux de l'année 1794 sont publiés dans les « Atti della Reale Accademia de' Georgofili ». La structure du journal de 1775 est encore désordonnée, mais au fil de l'année on note une plus grande rigueur dans les observations. Chaque page est subdivisée en trois colonnes : dans les deux premières, sont annotées les observations de la matinée et de la soirée, la dernière étant réservée aux cose notabili. Le nombre d'observations journalières pour les quatre premiers mois varie de deux à six. Sont notés la température, la hauteur barométrique, la direction du vent et l'état du ciel. À partir du mois de mai, les observations, au moins trois ou quatre, sont plus précises et sont enregistrées à heures fixes. La structure du journal de 1795 est encore plus précise : aux données déjà présentes s'ajoute la mesure de l'humidité de l'air. Sont annotées six observations journalières, deux le matin et quatre le soir, toujours à heures fixes. Les Effemeridi publiés en 1794 sont rédigés en suivant la même structure. Au-delà de la passion pour la météorologie, la compilation des Effemeridi avait pour Alessandro Bichierrai un rapport étroit avec la science médicale et le contrôle des maladies. Les médecins de l'Arcispedale di Santa Maria Nuova étaient en effet largement impliqués dans ce processus de réforme sanitaire lancé par le Grand-duc et qui s'étendait à toute la Toscane. 